# Fahrradtypen
Mit dem Fahrradtyp wird die Bauweise eines Fahrrades beschrieben. Eine Typzuordnung ist nicht immer eindeutig.
Nach Verwendungszweck, welcher sich u. a. in Rahmen(geometrie) und technischer Ausstattung ausdrückt, kann in Tourenrad, Trekkingrad, Mountainbike, Reiserad, Rennrad und Triathlonrad unterschieden werden.
Nach der Zielgruppe kann in Alltagsräder, Fahrräder für den sportlichen Gebrauch, Militärfahrräder und sonstige Fahrradtypen unterschieden werden. An dieser Typisierung orientiert sich dieser Artikel.

## Alltagsräder

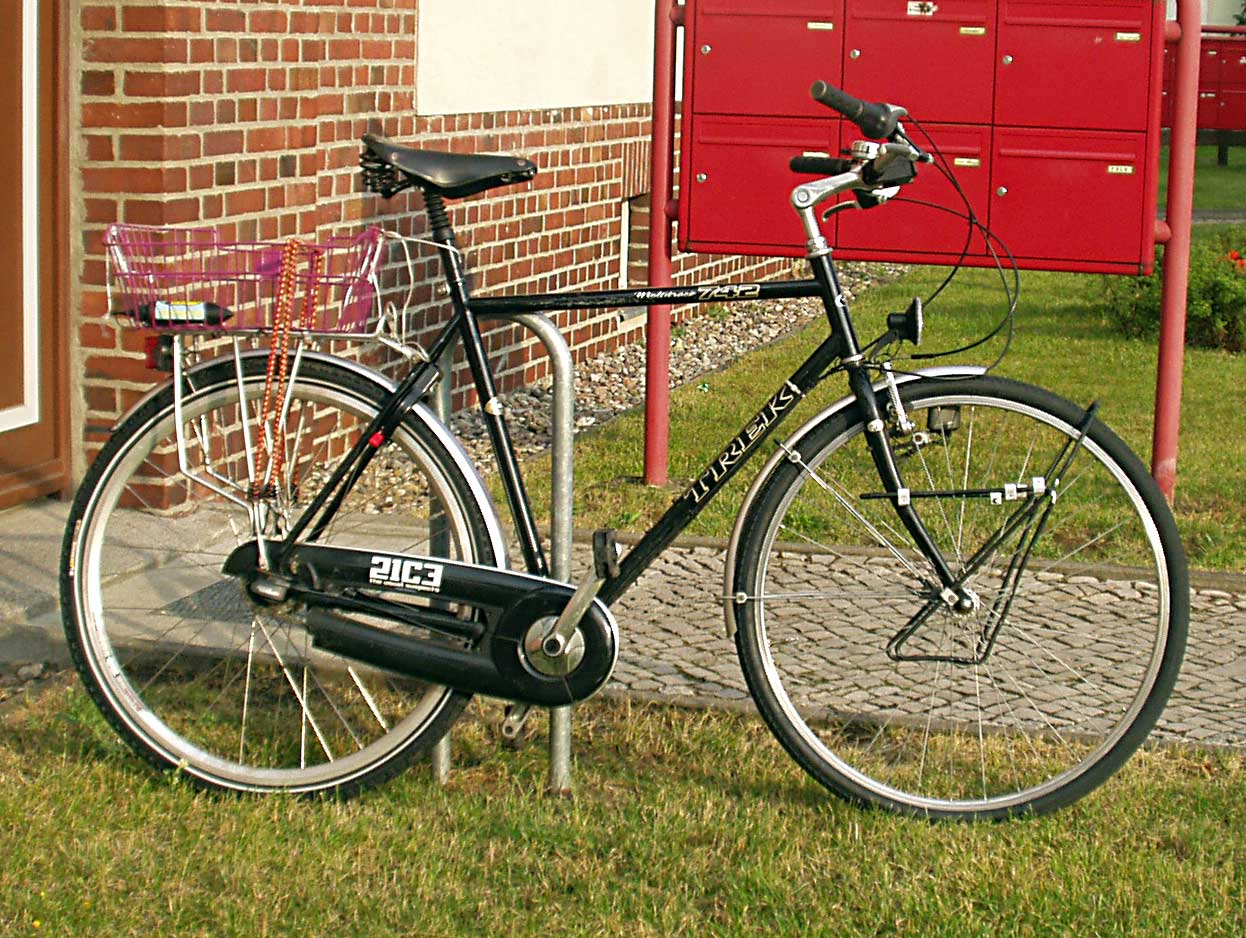
Tourenrad

- Tourenrad: Wird auch Stadt- oder Cityrad genannt. Bezeichnung für ein schwereres Rad mit bequemerer Sitzposition, häufig mit Nabenschaltung (Spezialform: Hollandrad)
- Trekkingrad: Sportliches Alltagsrad, welches sich auch für längere Touren eignet. Rahmengeometrie sportlicher als beim Tourenrad. Überwiegend mit 28-Zoll-Laufrädern und profilierten Reifen ausgestattet, die für eine Nutzung auch auf unbefestigten Wegen geeignet sind. Zumeist mit einer Kettenschaltung ausgerüstet. Kann mit einem oder mehreren Gepäckträgern ausgestattet werden, die das zuverlässige Befestigen von Packtaschen erlauben, sodass der Fahrer auf längeren Fahrradtouren oder Radreisen ausreichend Gepäck mitführen kann, wobei Trekkingräder auf eine eher geringe Gepäcklast als Reiseräder ausgelegt sind.
- All Terrain Bike (ATB): Ein alltagstaugliches Mountainbike, üblicherweise mit 29-Zoll-Laufrädern.

## Für den Radsport entwickelte Fahrräder

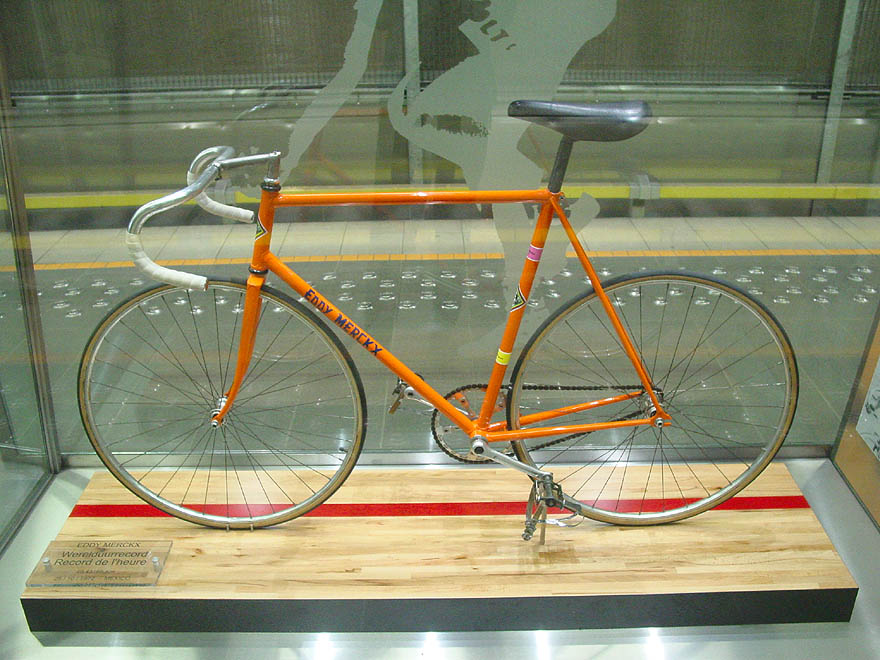
Bahnrad

- Rennrad oder -maschine für Straßenrennen (28 Zoll Laufräder mit Schlauchreifen, Draht- oder Faltreifen und schlauchlose Reifen)
- Zeitfahrmaschine: Zeitfahrmaschinen sind besonders aerodynamisch optimierte Rennräder mit großer Übersetzung für Geschwindigkeitswettbewerbe auf der Straße (24–28 Zoll). Da die technische Weiterentwicklung der Fahrradtechnik im Straßenradsport vom Weltverband UCI weitgehend reglementiert wird, fanden die Innovationen vorwiegend im weniger reglementierten Bereich der Zeitfahrmaschinen statt. Aber längst nicht alles, was von der Industrie teilweise bereits in Großserie hergestellt wird oder im Triathlon Verwendung findet, ist bei Radrennen zulässig. Da der Fahrer keinen Windschatten anderer Rennfahrer nutzen darf, ist man bedacht darauf, diese Art der Rennräder so zu bauen, dass möglichst wenig Windwiderstand entsteht. Am Hinterrad haben sich Scheibenräder etabliert.
- Bahnrad: Bahnräder sind Rennräder ohne Bremsen, Schaltung und Freilauf für Bahnrennen (27 Zoll). Sie haben oft einen kürzeren Radstand als andere Rennräder. Aus Sicherheitsgründen besitzen sie eine starre Hinterradnabe. Diese bewirkt, dass beim Fahren permanent mitgetreten werden muss. Die Form von Zeitfahrmaschinen ist für Wettbewerbe streng vorgeschrieben und entspricht weitestgehend dem technischen Stand des Fahrrades, mit dem Eddy Merckx 1972 den Stundenweltrekord von 49,432 km aufgestellt hat. Scheibenräder sind üblich und zugelassen, werden aber nicht ausschließlich eingesetzt. Als Bereifung finden 27-Zoll-Schlauchreifen bevorzugt Verwendung, da Drahtreifen nicht so stark  aufgepumpt werden können wie für die Belastungen auf der Bahn notwendig.
- Kriteriumsrad: Diese spezielle Art ist heute nicht mehr allgemein gebräuchlich. Aufgrund der vielen Kurven bei Kriteriumrennen wird ein höheres Tretlager und/oder kürzere Tretkurbeln benötigt. Meist wird bei diesen Rundrennen in der Stadt lediglich ein kürzerer Kurbelsatz (165 mm statt 175 mm) angebaut. Wegen höherer Querbelastungen durch häufige Querlagen sowie häufiges Sprinten werden gern statt der üblichen 2,0-1,6-2,0 mm DD Speichen solche mit 1,8 mm Mitteldurchmesser eingebaut. Pedale werden so gewählt, dass die Füße möglichst hoch über den Pedalachsen liegen. Als Bereifung finden 27-Zoll-Schlauchreifen bevorzugt Verwendung.
- Steherrad: groß übersetztes Bahnrad zum Fahren im Windschatten von Motorrädern auf der Bahn (27 Zoll). Steherräder haben einen sehr kurzen Radstand und ein höheres Tretlager als normale Rennräder. Damit der Radsportler möglichst nah an das Windschatten gebende Motorrad heranfahren kann, ist das Vorderrad mit 14 Zoll kleiner und nach hinten versetzt. Um dennoch den für stabiles Verhalten nötigen Nachlauf zu gewährleisten, ist die Gabel nach hinten gebogen.
- Triathlonrad: dem Zeitfahrrad ähnlich besonders auf hohe Aerodynamik ausgelegt, meist 28 Zoll. Auf die anderen Anforderungen im Triathlon durch den anschließenden Lauf/Marathon angepasste Geometrie. Insbesondere die weniger strengen Regeln im Triathlon (im Vergleich zur UCI) ermöglichen eine spezielle Anpassung dieses Fahrradtyps (z. B. aerodynamische Rohrprofile, steiler Sitzrohrwinkel)
- Crossrad: Ähnlich einem Trekkingrad, aber leichter und ohne Straßenausstattung. Üblicherweise mit geländetauglicher 28"/29"-Bereifung und geradem MTB-Lenker.
- Fitnessrad: Angesiedelt zwischen Crossrad und Gravelbike. Leichter Rahmen mit Rennradkomponenten, jedoch mit geradem (MTB-)Lenker.
- Gravelbike: Ähnlich einem Rennrad mit robusterem Rahmen und Ausstattung sowie Stollenreifen zum Einsatz im Gelände bei Cyclocross-Rennen.
- Mountainbike, kurz MTB: robustes Rad für unbefestigtes Gelände. Die Radgröße betrug ursprünglich fast ausschließlich 26 Zoll, mittlerweile sind eher 27,5 und 29 Zoll gängig. Der Begriff Mountainbike überspannt mehrere  Unterkategorien für unterschiedliche Einsatzzwecke, vom Dirt Bike für Hindernisparcours mit Sprungrampen über Enduros für Querfeldeinrennen zu Downhill-Geräten für Bergabfahrten. Technische Entwicklungen für Mountainbikes wurden teilweise auf andere Fahrradtypen übertragen. Beispiele sind Alltagsräder mit Federgabeln, Ballonreifen oder Scheibenbremsen. Das ebenfalls für Sport auf unwegsamen Strecken gebaute Cyclocross-Rad zählt durch seine ungefederte Rennrad-Geometrie – wie das Gravel Bike – nicht in die MTB-Kategorie.
- Fatbike: Mountainbikes mit besonders breiten Reifen zum Einsatz auf Schnee, Sand und anderen weichen Untergründen.
- Trialbike: spezielles Rad ohne Sattel, zum Überwinden von anspruchsvollen Hinderniskursen, siehe Trial (Radsport), 20 bis 26 Zoll
- Radballrad: für die Sportarten Radball und Radpolo
- Kunstrad: für die Sportart Kunstradfahren
- BMX-Rad: kleinrädriges Rad ursprünglich für Cross-Rennen und Trial

## Fahrräder mit vorwiegend militärischer Nutzung

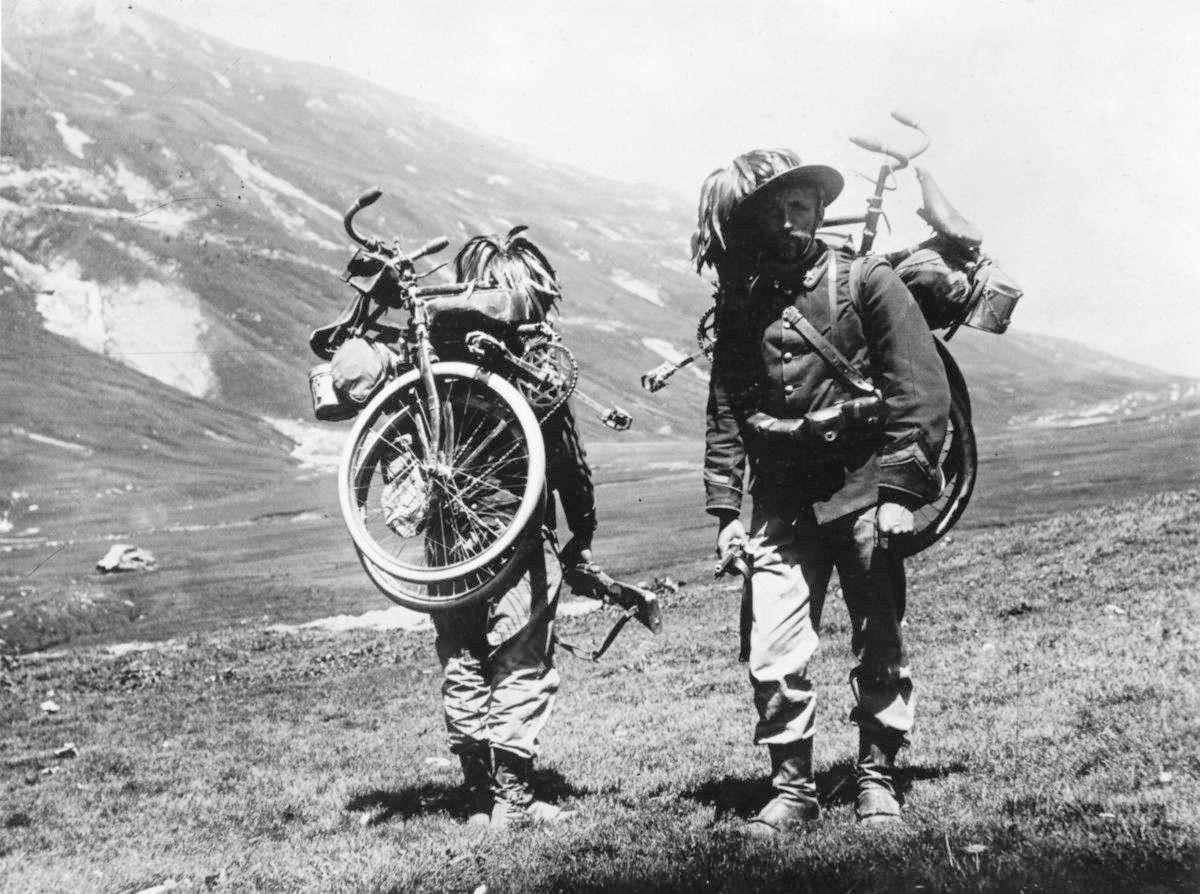
Bersaglieri mit Falträdern während des Ersten Weltkriegs, 1917

- Melderfahrrad (auch Meldefahrrad genannt) dient zur nichtmotorisierten, nahezu geräuschlosen Fortbewegung eines Melders.
- Militärfahrrad (Schweden) Das schwedische Militärfahrrad (schwedisch: militärcykel) oder schwedisches Armeefahrrad wurde vom schwedischen Militär über ein Jahrhundert eingesetzt.
- Ordonnanzrad 05 war ein eigens für die Radfahrtruppen der Schweizer Armee konzipiertes Dienstfahrrad.
- Truppenfahrrad unterschiedlicher Machart wurde im Verlauf der Militärgeschichte von Einheiten diverser Länder genutzt.

## Sonstige Fahrradtypen

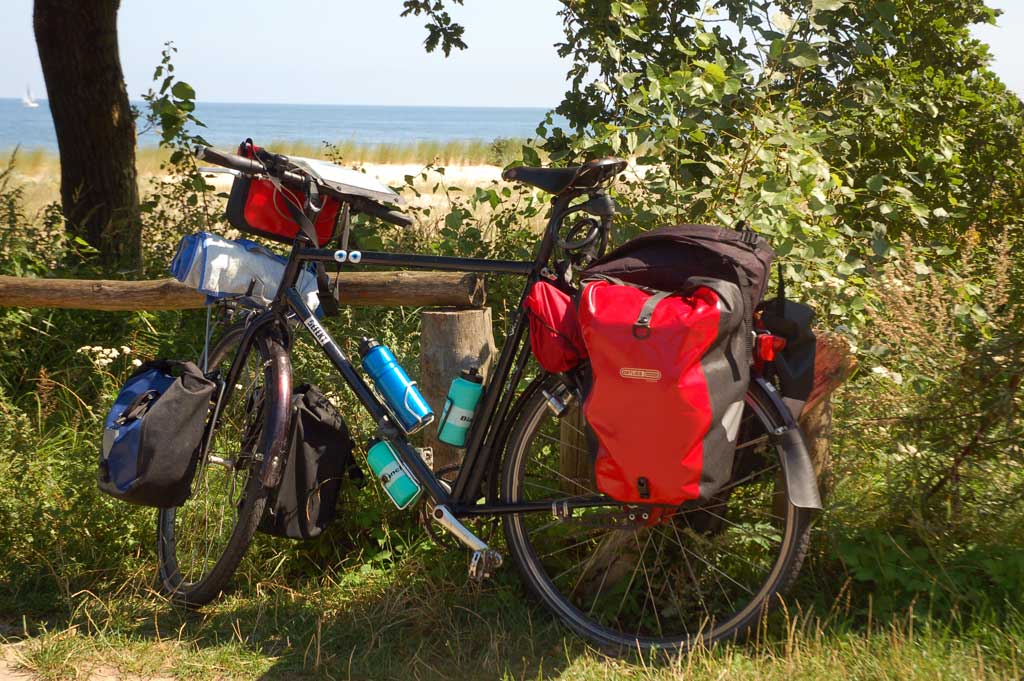
Beladenes Reiserad

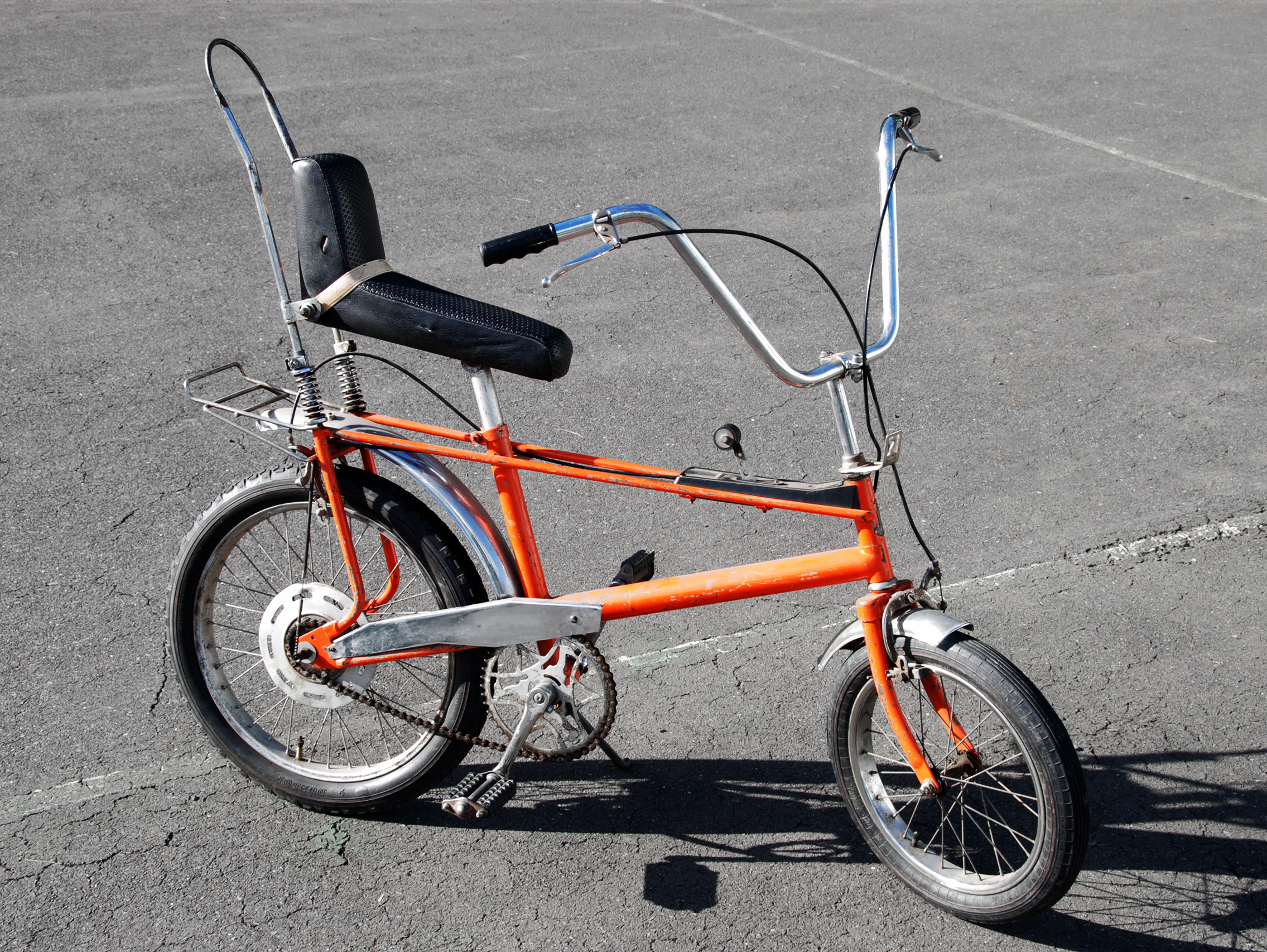
Bonanzarad

- Reiserad: Tourengeeignetes Rad mit Gangschaltung, mehreren Gepäckträgern, langem Radstand und vergleichsweise schwerem Aufbau
- Balloonbike: Wortmarke des Unternehmens Ralf Bohle für Fahrräder mit breiten Reifen (Ballonreifen).
- Bonanzarad: Modeerscheinung der 1970er-Jahre; ein Jugendrad mit hohem Lenker und Sitzbank statt Sattel.
- Cavallo: Ein Fahrrad, welches anstelle von Tretkurbeln durch die Bewegung des ganzen Körpers über ein Gelenkviereck angetrieben wird.
- ConferenceBike: Fahrrad für 7 Personen, die wie an einem Tisch im Kreis angeordnet sitzen
- Cruiser (englisch für Kreuzer) ist ein Fahrradtyp aus den frühen 1950er-Jahren. Es sind Fahrräder mit lang wirkendem Rahmen in geschwungener Form und großem Lenker im Harley-Stil. Sie sind einfach ausgestattet und sehr schwer.
- Dreirad: als Behindertenfahrrad, Fahrradrikscha oder als Variante des Liegerads
- Einrad: Rad mit Kurbel und Sattel, das den Gleichgewichtssinn trainiert
- Trimm-Dich-Rad: ein fahrradähnliches, stationäres Sportgerät, auch Fahrrad-Ergometer genannt
- Faltrad bzw. Klapprad: falt- oder zerlegbares Rad jeder Kategorie.

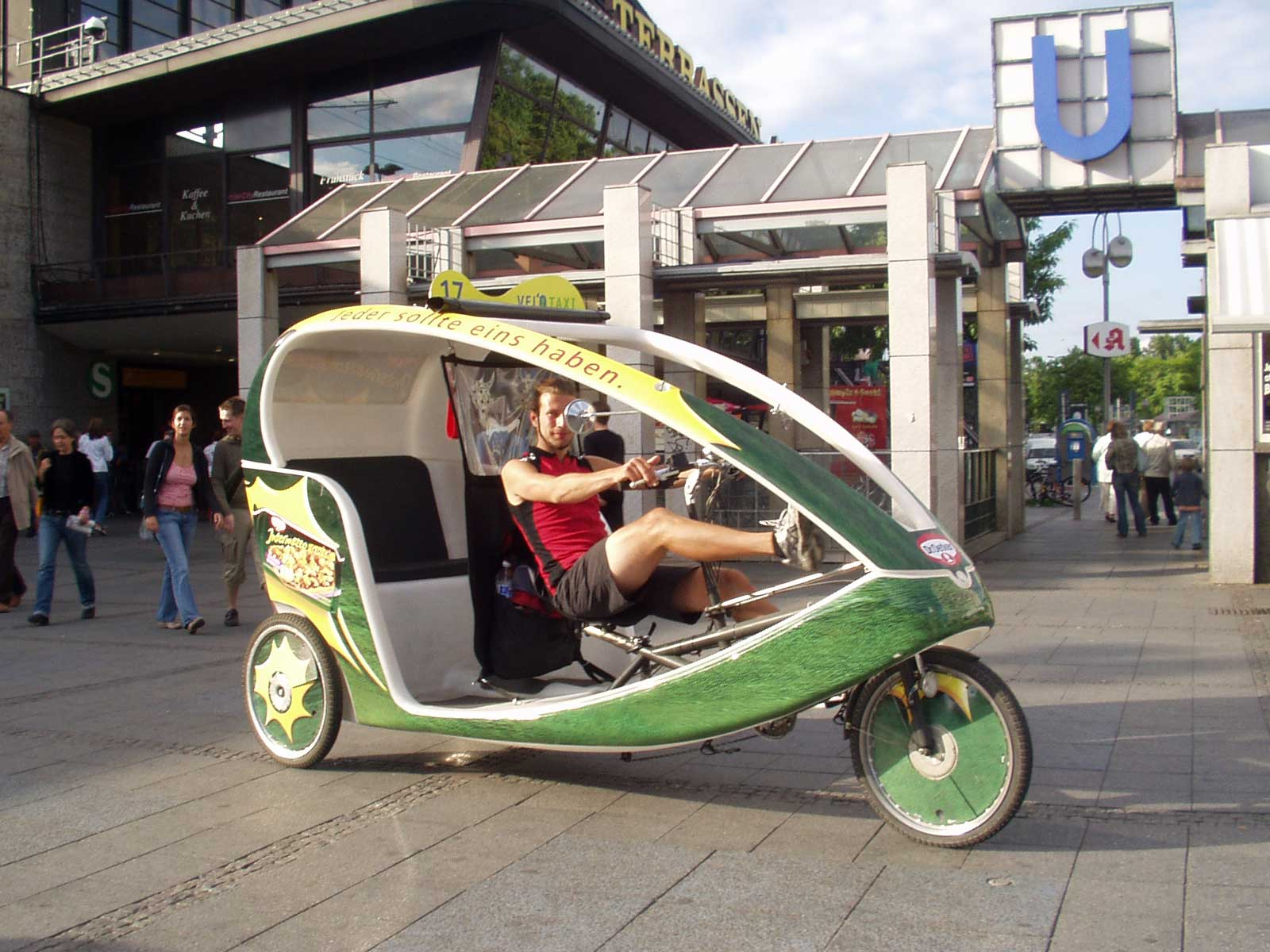
Fahrradrikscha am Bahnhof Zoo in Berlin

- Fahrradtaxi: Fahrrad zum Passagiertransport.
- Eingangrad: Fahrrad ohne Gangschaltung
- Fixie: Fahrrad mit starrer Nabe ohne Gangschaltung oder Freilauf. Pedale und Räder sind in ständiger Verbindung („fixed gear“). Bremsen hat das klassische Fixie nicht und ist somit nicht straßenzugelassen. Die Geschwindigkeit wird ausschließlich über die Trittfrequenz reguliert. Der Radtyp stammt ursprünglich aus dem Bahnradsport, hat aber auch als  Kurier-Rad Verbreitung gefunden.
- Hollandrad: Fahrrad niederländischer Bauart mit aufrechter Sitzposition des Fahrers
- Hydrobike: eine Art Fahrrad auf dem Wasser
- Lastenfahrrad: 2- oder 3-rädrige Ausführung für Post, Radkuriere usw.
- Liegerad: mit tief liegendem Sitz mit Rückenlehne und vorne angebrachten Kurbeln, auch für Geschwindigkeitsrennen verwendet
- Lowrider: besonders niedriges Fahrrad
- Minifahrrad: transportabel, nicht faltbar
- Pedersen: Fahrrad bestehend aus dünnen Rohren, der Sattel ist auf einem Gurtband montiert, auch Hängemattensattel genannt
- Rikscha: meist dreirädrig, Fahrrad-Taxi für den Passagier-Transport
- Tandem: ein Fahrrad für zwei Personen hintereinander
- Nebeneinandem: ein Fahrrad für zwei Personen nebeneinander
- Sesselrad: Sitzposition wie „im Sessel“
- Velomobil: Liegedreirad mit Karosserie
- Tallbike: eine besondere Form des Hochrads
- Spaßfahrräder (Freakbikes, Zirkusfahrräder, Jahrmarktfahrräder) mit besonderen Eigenschaften, z. B. Swingbikes mit zusätzlichem Gelenk im Rahmen.
- Zweirad mit Frontantrieb

## Fahrräder mit Hilfsantrieb

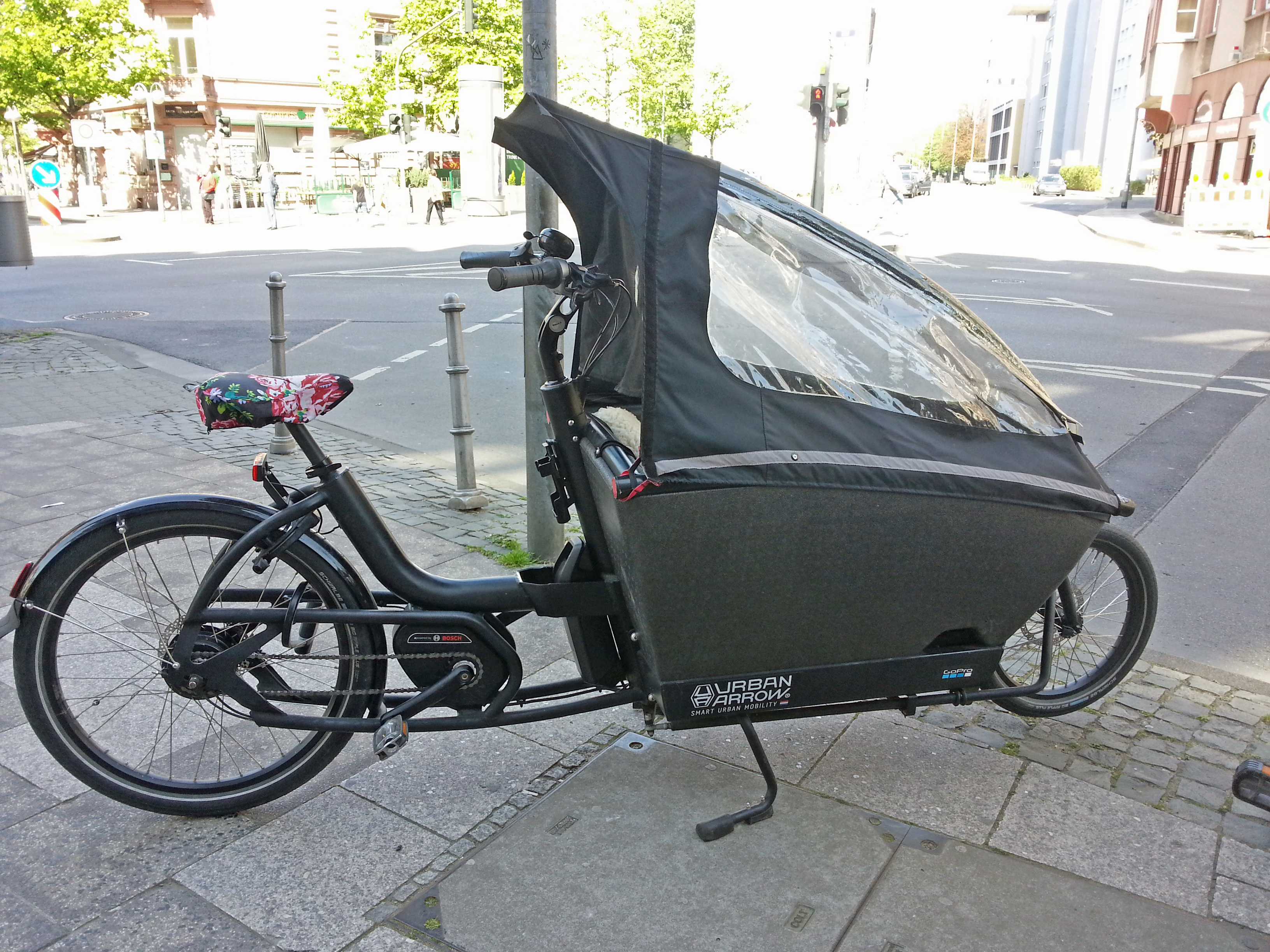
Transport-Pedelec mit Kindersitz, sowie Wind- und Regenschutz

- E-Bike: Ein Elektromotor kann (üblicherweise per Drehgriff) hinzugeschaltet werden. Ein E-Bike gilt in Deutschland als Kraftfahrzeug, in der Schweiz als Fahrrad.
- Elektrofahrrad
- Mofa
- Pedelec: Ein Elektromotor schaltet sich beim Pedalieren hinzu. Ohne Pedalieren darf der Elektromotor keine Leistung abgeben. Ein Pedelec gilt in Deutschland als Fahrrad.
- Vélosolex